# Hein Otterspeer
Hein Otterspeer (* 11. listopadu 1988 Gouda) je nizozemský rychlobruslař.
Specializuje se na sprinterské tratě. Na velkých mezinárodních závodech debutoval na podzim 2010 na mítincích Světového poháru. V roce 2012 poprvé závodil na Mistrovství světa ve sprintu (7. místo) a na Mistrovství světa na jednotlivých tratích, kde se na trati 1000 m umístil na šesté příčce. Na sprinterském světovém šampionátu 2013 získal bronzovou medaili, o dva roky později stříbro. Na Mistrovství Evropy 2021 získal ve sprinterském víceboji stříbrnou medaili. Startoval na ZOH 2022 (1000 m – 10. místo).